# Пескожилы (подсемейство насекомых)
Пескожи́лы (лат. Aegialiinae) — подсемейство пластинчатоусых жуков. Они обычно питаются растительной пищей на сухих и песчаных почвах.

## Описание
Жуки маленьких размеров, в длину достигающие 1,8—8,8 мм. Усики 9-сегментные с 3-сегментной булавой. Верхние челюсти хитинизированные, вершины их слабо выдаются за передний край наличника.

## Экология
Личинки являются сапрофагами.

## Палеонтология
Древнейшие пескожилы были найдены в раннемеловых отложениях Забайкалья.

## Виды
- Триба: Aegialiini Latreille, 1807
  - Род: Aegialia Latreille, 1807
  - Род: Amerisaprus
  - Род: Argeremazus
  - Род: Caelius Lewis, 1895
  - Род: Micraegialia Brown, 1931
  - Род: Rhysothorax Bedel, 1911
  - Род: Saprus Blackburn, 1904
- Триба: Eremazini Stebnicka, 1977
  - Род: Eremazus
    - Вид: Eremazus unistriatus Mulsant, 1851 — Израиль, Палестина, Иордания, Сирия[5]